# Меркурьев, Александр Сергеевич
Александр Сергеевич Меркурьев (род. 25 сентября 1955, Ленинград, СССР) — советский и американский математик-алгебраист. В настоящее время работает преподавателем в Калифорнийском университете в Лос-Анджелесе.

## Научная деятельность
Александр Меркурьев известен своими работами по теории алгебраических групп, квадратичных форм, когомологий Галуа, алгебраической К-теории и простым центральным алгебрам (ASC). В начале 1980-х годов Меркурьев доказал результат о структуре центральных алгебр с делящимся на 2 периодом, который в свою очередь связан с 2-кручением группы Брауэра. В последующей работе с Суслиным была доказана теорема Меркурьева — Суслина.
В конце 1990-х годов Александр Меркурьев обобщил понятие существенной размерности, введённой Бюлером и Зиновием Рейхштейн. В частности, он определил существенную {\displaystyle p}-размерность центральных простых алгебр степени {\displaystyle p^{2}}(для простого {\displaystyle p}), а в совместной работе с Карпенко он определил существенную размерность конечных {\displaystyle p}-групп .

## Награды
В 1982 году Меркурьев получил премию «Молодой математик» от Ленинградского математического общества за работу над алгебраической К-теорией. В 1986 году он был приглашён на Международный конгресс математиков в Беркли, Калифорния, его доклад назывался К-теория Милнора и когомология Галуа . В 1995 году он был награждён премией Гумбольдта. Александр Меркурьев выступил с пленарным докладом на 2-м Европейском математическом конгрессе в Будапеште, Венгрия в 1996 году. В 2012 году он был удостоен премии Коула за работу над существенной размерностью {\displaystyle p}-групп .
В 2015 году в честь шестидесятилетия Александра Меркурьева был опубликован специальный том Documenta Mathematica.

### Книги
- Merkurjev, A.S., Karpenko, Nikita., Elman, Richard. Algebraic and geometric theory of quadratic forms. — American Mathematical Society, 2008. — ISBN 978-0-8218-4329-1 [10].
- Merkurjev, A.S., Garibaldi, Skip., Jean-Pierre Serre. Cohomological Invariants in Galois Cohomology. — American Mathematical Society, 2003. — ISBN 0-8218-3287-5 [11].
- Knus, M.-A., Merkurjev, A.S., Rost, M., Tignol J-P. The book of involutions. — American Mathematical Society, 1998. — ISBN 0-8218-0904-0 [12].